# Liste von Pferdebrunnen
In dieser Liste sind Pferdebrunnen aufgeführt, also Brunnen im öffentlichen Raum, die Pferde zum Thema haben.

## Deutschland
| Bezeichnung                         | Bild           | Standort                                                                         | Künstler                                                                       | Errichtung Einweihung                                                            | Weitere Informationen |
| ----------------------------------- | -------------- | -------------------------------------------------------------------------------- | ------------------------------------------------------------------------------ | -------------------------------------------------------------------------------- | --- |
| Münchhausen-Brunnen                 |                | Bodenwerder, beim Münchhausenmuseum (Lage)                                       | Bruno Schmitz                                                                  | 1963                                                                             | |
| Pferdebrunnen I                     |                | Bremen, Contrescarpe, Ecke Goetheplatz (Lage)                                    | Gerhard Lange (Entwurf), Aerzener Maschinenfabrik (Ausführung)                 | 1900                                                                             | Stifter: Tierschutzverein; (siehe auch Liste der Brunnen der Stadt Bremen#Pferdebrunnen I)                                                                                       |
| Pferdebrunnen II                    | weitere Bilder | Bremen, Obernstraße, Ecke Sögestraße (Lage)                                      | Manfred Lohrengel (Entwurf); Bildgießerei Kraas, Berlin-Kreuzberg (Ausführung) | 1974 zum 100-jährigen Bestehen der Firma Brinkmann & Lange (Juwelier; = Stifter) | Material: Bronze und Messing-Kupfer (siehe auch Liste der Brunnen der Stadt Bremen#Pferdebrunnen II)                                                                             |
| Pferdebrunnen III                   |                | Bremen, Stadtteil Walle, Wartburgplatz (Lage)                                    | Gerhard Lange (Entwurf), Bildgießerei Kraas, Berlin (Ausführung)               | 1975                                                                             | siehe auch Liste der Brunnen der Stadt Bremen#Pferdebrunnen III |
| Pferdebrunnen IV                    |                | Bremen, Waller Dorfplatz, Achterbergstraße / Ecke Stiftstraße (seit 2006) (Lage) | Gerhard Lange (Entwurf), Bildgießerei Kraas, Berlin (Ausführung)               | 1977 (Vor der Waller Heerstraße Nummer 229)                                      | siehe auch Liste der Brunnen der Stadt Bremen#Pferdebrunnen IV |
| Pferdebrunnen V                     |                | Bremen, Neuer Markt/Am Neuen Markt (Lage)                                        | Gerhard Lange (Entwurf), Bildgießerei Kraas, Berlin (Ausführung)               | 1978                                                                             | siehe auch Liste der Brunnen der Stadt Bremen#Pferdebrunnen V |
| Pferdetränkbrunnen                  | weitere Bilder | Dresden, Bautzner Straße im Stadtteil Äußere Neustadt (Lage)                     | Paul Polte                                                                     | 1921                                                                             | |
| Pferdekopfbrunnen                   |                | Elze (Wedemark), Kuckucksweg 90 (Lage)                                           |                                                                                | 1912                                                                             | Vorbild für das Ortswappen. Oberteil 2002 hierher versetzt. Der originale Brunnenunterteil steht auf dem Wasserwerksgelände. (siehe auch Liste der Baudenkmale in Wedemark#Elze) |
| Freitaler Nase                      | weitere Bilder | Freital, im Stadtteil Potschappel (Lage)                                         | Richard Rothenberger                                                           |                                                                                  | darin: ein rundes, von 16 Hufeisen umrahmtes Kupferrelief |
| Pferdebrunnen (Güglingen) (Cavalli) | weitere Bilder | Güglingen, Weinsteige 4, Gartacher Hof (Lage)                                    | Ursula Stock                                                                   | 1994                                                                             | Bronze |
| Körtingbrunnen                      | weitere Bilder | Hannover, Vahrenwald-List, Lister Meile / Körtingstraße (Lage)                   | Gerhard Bünemann                                                               | 1976                                                                             | Brunnen mit fünf Edelstahlfiguren |
| Pferdekutschenbrunnen               | weitere Bilder | Hannover, Limmerstraße / Ecke Kötnerholzweg im Stadtteil Linden-Nord (Lage)      | Max Sauk                                                                       | 1979                                                                             | |
| Bürgerbrunnen                       | weitere Bilder | Herxheim bei Landau/Pfalz (Lage)                                                 | Barbara Rumpf, Gernot Rumpf                                                    |                                                                                  | |
| Pferdebrunnen (Marburg)             | weitere Bilder | Marburg, Steinweg (Lage)                                                         |                                                                                |                                                                                  | |
| Pferdebrunnen (Mettmann)            | weitere Bilder | Mettmann (Lage)                                                                  | Rudolf Christian Baisch                                                        | 1962                                                                             | |
| Pferdebrunnen (Rostock)             |                | Rostock, Heiligengeisthof (Lage)                                                 | Gerhard Lange                                                                  | 2000                                                                             | Siehe auch Liste der Denkmäler, Brunnen und Skulpturen in Rostock#Brunnen und Pferdebrunnen auf dem Heiligengeisthof auf treffpunkt-ostsee.de                                    |
| Pferdebrunnen (Rotenburg (Wümme))   | weitere Bilder | Rotenburg (Wümme) (Lage)                                                         |                                                                                |                                                                                  | |
| Stadtgeschichtsbrunnen              | weitere Bilder | Schifferstadt (Lage)                                                             | Bernd Benedix, Hubert Gems                                                     | 1983                                                                             | |
| Pferdebrunnen (Zwönitz)             | weitere Bilder | Zwönitz (Lage)                                                                   |                                                                                |                                                                                  | |

Weitere Brunnen:
- Aerzen in der Bahnhofstraße
- Bochum auf dem Springerplatz (1996)
- Bonn-Endenich in der Frongasse
- Göttingen in der Groner Straße (1981)
- Hannover an der Erlöserkirche (1982)

## Weitere
| Bezeichnung               | Bild           | Standort                                   | Staat      | Künstler                           | Errichtung Einweihung | Weitere Informationen                  |
| ------------------------- | -------------- | ------------------------------------------ | ---------- | ---------------------------------- | --------------------- | -------------------------------------- |
| Rossbrunnen               | weitere Bilder | Innsbruck, Wilten-West (Lage)              | Österreich | Ilse Glaninger-Balzar              | 1971                  | zwei Pferdeköpfe                       |
| Rossbrunnen (Luzern)      |                | Luzern (Lage)                              | Schweiz    |                                    |                       |                                        |
| Pferdebrunnen (Opole)     | weitere Bilder | Opole, Marktplatz (Lage)                   | Polen      | Gerhard Lange                      |                       | Siehe auch Liste der Denkmale in Opole |
| Pferdeschwemme (Salzburg) | weitere Bilder | Salzburg, Herbert-von-Karajan-Platz (Lage) | Österreich | Johann Bernhard Fischer von Erlach | 1695                  |                                        |